# Santuario de vida silvestre Gulmarg
El Santuario de Vida Silvestre de Gulmarg se extiende sobre 180 kilómetros cuadrados (69 millas cuadradas) y es un área protegida en el distrito de Baramulla de Jammu y Cachemira, India. El santuario se encuentra en el lado noreste de la cordillera Pir Panjal y cae bajo la Zona biogeográfica 2A del noroeste. Se encuentra a 50 kilómetros (31 millas) al suroeste de Srinagar ya 26 kilómetros (16 millas) de Baramulla. El santuario se declaró por primera vez como reserva de caza en 1981 y luego se actualizó a santuario en 1987.

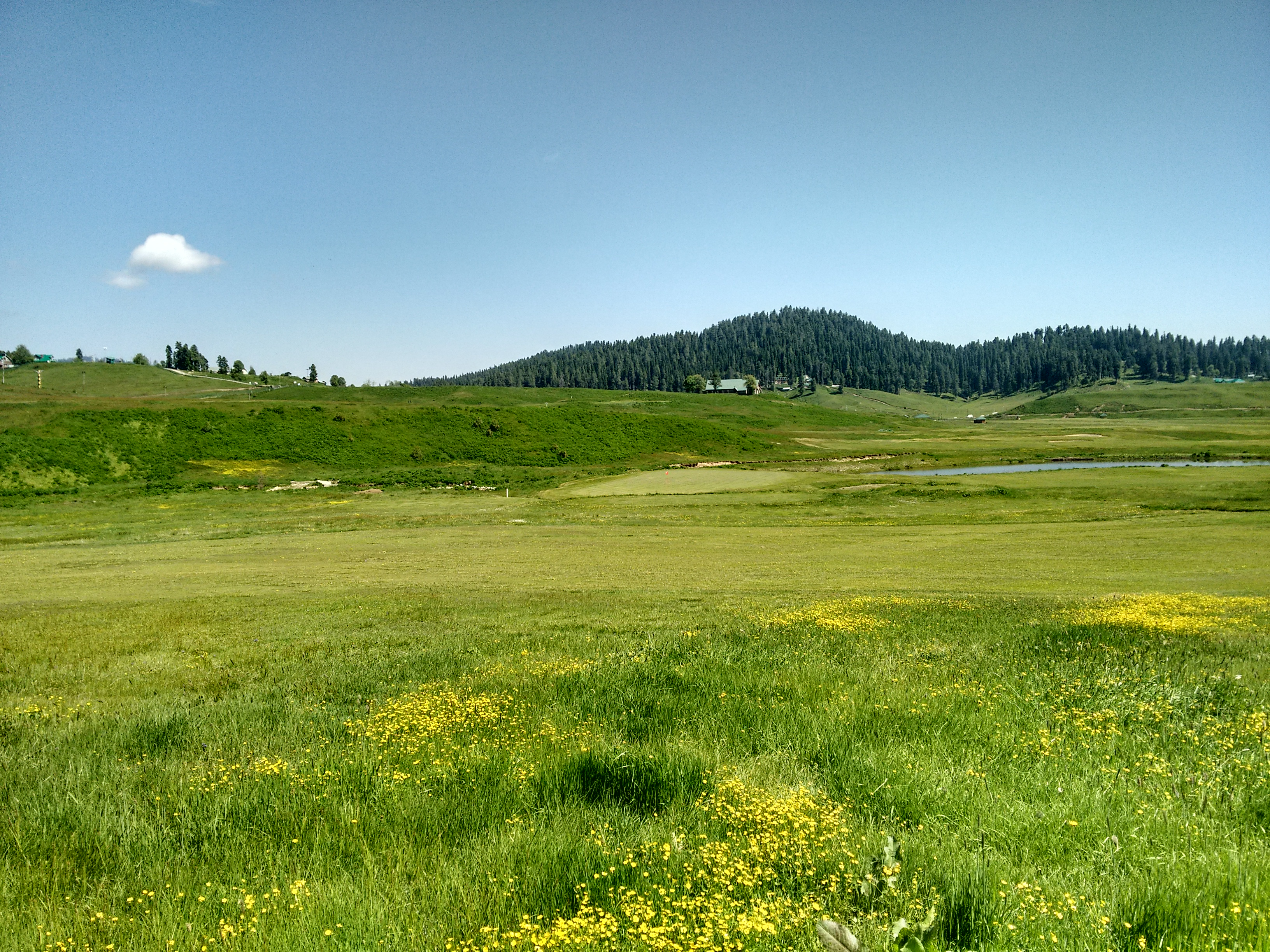
Campo de Golf Gulmarg.

## Geografía
El santuario se encuentra en la cordillera Pir Panjal del Himalaya Occidental. El complejo turístico Gulmarg incluido el Club de Golf Gulmarg y el cablecarril de Gulmarg de 6 km se encuentran rodeados por el santuario. La reserva de vida silvestre se encuentra entre 2400 a 4300 m s. n. m. Se encuentra rodeada de bosques de la cuenca Gulmarg y la zona de captación superior del arroyo Ferozpur. El santuario está rodeado por los bosques del valle de Jehlum al norte y al oeste, Poonch y Pir Panjal al sur y la aldea de Drang al este. El terreno muy escarpado de los tramos superiores del desfiladero de Ferozpur consiste en volcánicos de Panjal, con flujos de lava ácidos expuestos. Piedra caliza, pizarra, cuarcita y shale se encuentran por todo el santuario. La reserva posee un clima templado. Las nevadas durante el invierno constituyen la mayor parte de las precipitaciones.

## Fauna
La vegetación del Santuario de Vida Silvestre Gulmarg se compone principalmente de bosques subalpinos de abeto plateado (Abies pindrow), abedul plateado (Betula utilis) y pino azul. El abeto plateado está restringido a los aspectos húmedos y se asocia con Pinus griffithii, Taxus wallichiana y Picea smithiana en altitudes más bajas. El abedul plateado se extiende por las crestas de las montañas que bordea los pastos alpinos entre los 3000 metros (9800 pies) y los 3500 metros (11500 pies). En altitudes más bajas, Pinus griffithi predomina en los bosques de pinos azules que rodean el complejo de Gulmarg. Se mezclan con abeto - Picea smithiana, arce - Acer cappadocicum y tejo - Taxus wallichiana. Los prados alpinos están dominados por la flora herbácea de diferentes especies. Estos incluyen Corydalis, Inula, Potentilla, Primula, Gentiana, Rumex e Iris. Los narcisos y junquillos del género Narcissus, que fueron introducidos, se han naturalizado. El santuario también cuenta con valiosos recursos de plantas medicinales como Saussurea costus (Jogi badshah), Picrorhiza kurroa y Jurinea dolomiaea.
El Santuario de Vida Silvestre de Gulmarg tiene registradas 95 especies de aves de diferentes familias, incluido el papamoscas de Cachemira (Ficedula subrubra), el gallo de nieve del Himalaya (Tetraogallus himalayensis), el monal Impeyano (Lophophorus impejanus) y el faisán Koklass (Pucrasia macrolopha). Hay 31 especies de mariposas reportadas en el santuario.
El santuario de vida silvestre Gulmarg se destaca por su fauna. Entre los mamíferos que habitan la reserva se encuentran oso pardo del Himalaya (Ursus arctos), oso negro asiático (Ursus thibetanus), leopardo (Panthera pardus), ciervo almizclero alpino (Moschus crysogaster), langur gris de Cachemira (Semnopithecus ajax), leopardo de las nieves (Uncia), lobo tibetano (Canis lupus), zorro colorado (Vulpes), gato leopardo (Prionailurus bengalensis), gato de la jungla (Felis chaus) y marta de garganta amarilla (Martes flavigula). La reserva es un corredor natural para el desplazamiento del oso pardo y el markhor entre los bosques de Poonch y el Valle de Cahemira.